# Deutscher Blinden- und Sehbehinderten-Schachbund
Der Deutsche Blinden- und Sehbehinderten-Schachbund e. V. (DBSB) ist die Spitzenorganisation der blinden und sehbehinderten deutschen Schachspieler. Eines seiner Ziele besteht laut Satzung darin, die Integration blinder und sehbehinderter Menschen in die Gesellschaft zu fördern. Der DBSB richtet Turniere für Sehbehinderte aus, etwa die Deutsche Meisterschaft.
Sitz des Vereins ist Heidelberg.
Gegründet wurde der DBSB im Jahr 1951 von Hermann Uekermann (* 1916; † 1977).